# Чемпионат России по вольной борьбе 2003
Чемпионат России по вольной борьбе 2003 года проходил с 7 по 11 июня в Черкесске. Являлся отборочным турниром на чемпионат мира 2003 года в Нью-Йорке.

## Медалисты
| Категория | Золото                             | Серебро                            | Бронза                          |
| --------- | ---------------------------------- | ---------------------------------- | ------------------------------- |
| До 55 кг  | Мавлет Батиров Дагестан            | Александр Контоев Якутия           | Жаргал Дондупов Бурятия         |
| До 60 кг  | Камал Устарханов Дагестан          | Рамиль Исламов Новосибирск         | Вадим Наниев Северная Осетия    |
| До 66 кг  | Ирбек Фарниев Северная Осетия      | Заур Ботаев Красноярск             | Дмитрий Кириллов Кемерово       |
| До 74 кг  | Бувайсар Сайтиев Красноярск        | Рулан Кокаев Северная Осетия       | Сергей Витковский Красноярск    |
| До 84 кг  | Сажид Сажидов Дагестан             | Хаджимурат Гацалов Северная Осетия | Адам Сайтиев Красноярск         |
| До 96 кг  | Таймураз Тигиев Северная Осетия    | Георгий Гогшелидзе Москва          | Зайнутдин Ибрагимов Дагестан    |
| До 120 кг | Курамагомед Курамагомедов Дагестан | Александр Ковалевский ХМАО         | Давид Мусульбес Северная Осетия |